# Gives You Hell
Gives You Hell is een nummer van de Amerikaanse rockband The All-American Rejects uit 2009. Het is de eerste single van hun derde studioalbum When the World Comes Down.
Het nummer werd in Europa en Noord-Amerika een hit. In de Amerikaanse Billboard Hot 100 haalde het nummer de 4e positie. In de Nederlandse Top 40 haalde het nummer 25, en in Vlaanderen bleef het steken op nummer 3 in de Tipparade.